# Eupithecia tricrossa
Eupithecia tricrossa là một loài bướm đêm trong họ Geometridae.